# Continental Basketball Association 1980-1981
La stagione CBA 1980-81 fu la 35ª della Continental Basketball Association. Parteciparono 10 squadre divise in due gironi.
Rispetto alla stagione precedente si aggiunsero gli Alberta Dusters e i Montana Golden Nuggets. Gli Utica Olympics si trasferirono ad Atlantic City, diventando gli Atlantic City Hi-Rollers, gli Hawaii Volcanos si trasferirono a Billings, assumendo il nome di Billings Volcanos, i Lancaster Red Roses si trasferirono a Filadelfia diventando i Philadelphia Kings e i Pennsylvania Barons si trasferirono a Scranton, assumendo il nome di Scranton Aces.

## Squadre partecipanti
- Alberta Dusters
- Anchorage N.K.
- Atl. City Hi Rollers
- Billings Volcanos
- Lehigh Valley Jets
- Maine Lumberjacks
- Montana G. Nuggets
- Philadelphia Kings
- Rochester Zeniths
- Scranton Aces

## Classifiche

### Eastern Division
| Squadra                  | V  | P  | %    | GB |
| ------------------------ | -- | -- | ---- | -- |
| Rochester Zeniths C      | 34 | 6  | 85,0 | -  |
| Atlantic City Hi Rollers | 22 | 18 | 55,0 | 12 |
| Philadelphia Kings       | 17 | 23 | 42,5 | 17 |
| Lehigh Valley Jets       | 16 | 24 | 40,0 | 18 |
| Maine Lumberjacks        | 16 | 40 | 40,0 | 18 |
| Scranton Aces            | 13 | 27 | 32,5 | 21 |

### Western Division
| Squadra                    | V  | P  | %    | GB |
| -------------------------- | -- | -- | ---- | -- |
| Montana Golden Nuggets     | 27 | 15 | 64,3 | -  |
| Anchorage Northern Knights | 25 | 17 | 59,5 | 2  |
| Billings Volcanos          | 23 | 19 | 54,8 | 4  |
| Alberta Dusters            | 11 | 31 | 26,2 | 16 |

## Play-off

### Semifinali di conference
| 7 marzo | Lehigh Valley Jets | 116 – 132 | Rochester Zeniths |  |

| 9 marzo | Rochester Zeniths | 148 – 123 | Lehigh Valley Jets |  |

| 5 marzo | Philadelphia Kings | 134 – 129 | Atlantic City Hi Rollers |  |

| 7 marzo | Atlantic City Hi Rollers | 137 – 136 | Philadelphia Kings |  |

| 8 marzo | Atlantic City Hi Rollers | 125 – 129 | Philadelphia Kings |  |

| 3 marzo | Alberta Dusters | 87 – 95 | Montana Golden Nuggets |  |

| 6 marzo | Montana Golden Nuggets | 120 – 107 | Alberta Dusters |  |

| 8 marzo | Anchorage Northern Knights | 119 – 123 | Billings Volcanos |  |

| 9 marzo | Anchorage Northern Knights | 109 – 103 | Billings Volcanos |  |

| 11 marzo | Anchorage Northern Knights | 95 – 100 | Billings Volcanos |  |

### Finali di conference
| 12 marzo | Philadelphia Kings | 116 – 124 | Rochester Zeniths |  |

| 17 marzo | Rochester Zeniths | 137 – 138 | Philadelphia Kings |  |

| 18 marzo | Rochester Zeniths | 127 – 103 | Philadelphia Kings |  |

| 13 marzo | Montana Golden Nuggets | 134 – 128 | Billings Volcanos |  |

| 14 marzo | Montana Golden Nuggets | 134 – 125 | Billings Volcanos |  |

| 15 marzo | Billings Volcanos | 132 – 129 | Montana Golden Nuggets |  |

| 16 marzo | Billings Volcanos | 105 – 106 | Montana Golden Nuggets |  |

### Finale CBA
| 20 marzo | Rochester Zeniths | 131 – 112 | Montana Golden Nuggets |  |

| 22 marzo | Rochester Zeniths | 131 – 109 | Montana Golden Nuggets |  |

| 24 marzo | Rochester Zeniths | 136 – 121 | Montana Golden Nuggets |  |

| 25 marzo | Montana Golden Nuggets | 121 – 130 | Rochester Zeniths |  |

### Tabellone
|  | Semifinali di conference | Semifinali di conference | Semifinali di conference |              |           | Finali di conference | Finali di conference | Finali di conference |  |  | Finale CBA | Finale CBA | Finale CBA |  |
|  |                          |                          |                          |              |           |                      |                      |                      |  |  |            |            |            |  |
|  | 1e                       | Rochester                | 2                        |              |           |                      |                      |                      |  |  |            |            |            |  |
|  | 1e                       | Rochester                | 2                        |              |           |                      |                      |                      |  |  |            |            |            |  |
|  | 4e                       | Lehigh Valley            | 0                        |              |           |                      |                      |                      |  |  |            |            |            |  |
|  | 4e                       | Lehigh Valley            | 0                        |              | 1e        | Rochester            | 2                    |                      |  |  |            |            |            |  |
|  |                          |                          |                          |              | 1e        | Rochester            | 2                    |                      |  |  |            |            |            |  |
|  |                          |                          | 3e                       | Philadelphia | 1         |                      |                      |                      |  |  |            |            |            |  |
|  | 3e                       | Philadelphia             | 3e                       | Philadelphia | 1         | 2                    |                      |                      |  |  |            |            |            |  |
|  | 3e                       | Philadelphia             |                          |              |           |                      |                      |                      |  |  |            |            |            |  |
|  | 2e                       | Atlantic City            | 1                        |              |           |                      |                      |                      |  |  |            |            |            |  |
|  | 2e                       | Atlantic City            | 1                        |              | Rochester | Rochester            | 4                    |                      |  |  |            |            |            |  |
|  |                          |                          |                          |              |           |                      |                      |                      |  |  |            |            |            |  |
|  |                          |                          | Montana                  | Montana      | 0         |                      |                      |                      |  |  |            |            |            |  |
|  | 2w                       | Anchorage                | Montana                  | Montana      | 0         | 1                    |                      |                      |  |  |            |            |            |  |
|  | 2w                       | Anchorage                |                          |              |           |                      |                      |                      |  |  |            |            |            |  |
|  | 3w                       | Billings                 | 2                        |              |           |                      |                      |                      |  |  |            |            |            |  |
|  | 3w                       | Billings                 | 2                        |              | 3w        | Billings             | 1                    |                      |  |  |            |            |            |  |
|  |                          |                          |                          |              | 3w        | Billings             | 1                    |                      |  |  |            |            |            |  |
|  |                          |                          | 1w                       | Montana      | 3         |                      |                      |                      |  |  |            |            |            |  |
|  | 4w                       | Alberta                  | 1w                       | Montana      | 3         | 0                    |                      |                      |  |  |            |            |            |  |
|  | 4w                       | Alberta                  |                          |              |           |                      |                      |                      |  |  |            |            |            |  |
|  | 1w                       | Montana                  | 2                        |              |           |                      |                      |                      |  |  |            |            |            |  |

## Vincitore
| Campione CBA 1981             |
| ----------------------------- |
| Rochester Zeniths (2º titolo) |

## Statistiche
| Categoria             | Giocatore     | Squadra                  | Stat |
| --------------------- | ------------- | ------------------------ | ---- |
| Punti per gara        | Jacky Dorsey  | Maine Lumberjacks        | 31,2 |
| Rimbalzi per gara     | Jacky Dorsey  | Maine Lumberjacks        | 16,6 |
| Assist per gara       | Greg Jackson  | Lehigh Valley Jets       | 11,2 |
| Palle rubate per gara | Glenn Hagan   | Rochester Zeniths        | 3,5  |
| Stoppate per gara     | Lee Johnson   | Rochester Zeniths        | 3,6  |
| FG%                   | Harry Davis   | Atlantic City Hi Rollers | 58,2 |
| FT%                   | Carlton Green | Maine Lumberjacks        | 90,3 |

## Premi CBA
- CBA Most Valuable Player: Willie Smith, Montana Golden Nuggets
- CBA Coach of the Year: George Karl, Montana Golden Nuggets
- CBA Newcomer of the Year: Cazzie Russell, Philadelphia Kings
- CBA Rookie of the Year: Lee Johnson, Rochester Zeniths
- CBA Playoff MVP: Lee Johnson, Rochester Zeniths
- All-CBA First Team
  - Willie Smith, Montana Golden Nuggets
  - Glenn Hagan, Rochester Zeniths
  - Lee Johnson, Rochester Zeniths
  - Jacky Dorsey, Maine Lumberjacks
  - Larry Fogle, Rochester Zeniths
- All-CBA Second Team
  - John Douglas, Montana Golden Nuggets
  - Al Smith, Rochester Zeniths
  - Carl Bailey, Alberta Dusters
  - Larry Knight, Billings Volcanos
  - Clarence Kea, Lehigh Valley Jets